# 55.º Prêmio Jabuti
O 55º Prêmio Jabuti foi realizado em 2013, premiando obras literárias referentes a lançamentos de 2012.

## Prêmios
Os premiados foram:
| Categoria                                          | Obra | Autor                                   | Editora                                  |
| Livro do Ano Ficção                                | Diálogos Impossíveis | Luis Fernando Veríssimo                 | Editora Objetiva                         |
| Livro do Ano Não Ficção                            | As Duas Guerras de VLADO HERZOG: Da Perseguição Nazista na Europa à Morte Sob Tortura no Brasil                            | Audálio Dantas                          | Editora Civilização Brasileira           |
| Capa                                               | Perseguição: O Fogo Amigo das Lembranças                                                                                   | Retina 78                               | BERTRAND BRASIL                          |
| Ilustração                                         | Primeira Palavra | Elvira Vigna                            | Abacatte Editorial                       |
| Ilustração de livro infantil e juvenil             | Tom | André Neves                             | Editora Projeto                          |
| Arquitetura e urbanismo                            | Esplendor do Barroco Luso-brasileiro                                                                                       | Benedito Lima de Toledo                 | Ateliê Editorial                         |
| Artes e fotografia                                 | Estou Aqui. Sempre Estive. Sempre Estarei: Indígenas do Brasil Suas Imagens (1505-1955)                                    | Carlos Eugênio Marcondes de Moura       | Editora da Universidade de São Paulo     |
| Biografia                                          | Marighella: o guerrilheiro que incendiou o mundo                                                                           | Mário Magalhães                         | Companhia das Letras                     |
| Ciências Exatas, tecnologia e informática          | Operações Unitárias para Químicos, Farmacêuticos e Engenheiros: Fundamentos e Operações Unitárias do Escoamento de Fluídos | Luiz Roberto Terron                     | Editora UNICAMP                          |
| Ciências Humanas                                   | Mutações: elogio à preguiça                                                                                                | Adauto Novaes                           | Edições Sesc SP                          |
| Ciências Naturais                                  | Flora das Caatingas do Rio São Francisco: História Natural e Conservação                                                   | José Alves de Siqueira Filho            | Andrea Jakobsson Estúdio Editorial       |
| Ciências da Saúde                                  | Tratado de medicina de família e comunidade: princípios, formação e prática                                                | Gustavo Gusso, José Mauro Ceratti Lopes | Artmed Editora                           |
| Comunicação                                        | História do Jornalismo Itinerário crítico, mosaico contextual                                                              | José Marques de Melo                    | PAULUS                                   |
| Contos e crônicas                                  | Diálogos Impossíveis | Luis Fernando Veríssimo                 | Editora Objetiva                         |
| Didático e paradidático                            | Poemas Problemas | Renata Bueno                            | Editora do Brasil                        |
| Direito                                            | Pagamento por Serviços Ambientais: Sustentabilidade e Disciplina Jurídica                                                  | Ana Maria de Oliveira Nusdeo            | Editora Atlas                            |
| Economia, administração e negócios                 | Belíndia 2.0: fábulas e ensaios sobre o país dos contrastes                                                                | Edmar Bacha                             | Editora Civilização Brasileira           |
| Educação                                           | Série Educação – Didática Geral                                                                                            | Bruno Taranto Malheiros                 | Grupo Editorial Nacional                 |
| Gastronomia                                        | Chefs Café | Carlos A. Andreotti                     | Editora Melhoramentos                    |
| Livro infantil                                     | Ela tem olhos de céu | Socorro Acioli                          | Editora Gaivota                          |
| Livro juvenil                                      | Namíbia, Não! | Aldri Anunciação                        | Editora da Universidade Federal da Bahia |
| Poesia                                             | A Voz do Ventríloquo | Ademir Assunção                         | Editora Edith                            |
| Psicologia e psicanálise                           | O sujeito na contemporaneidade                                                                                             | Joel Birman                             | Editora Civilização Brasileira           |
| Reportagem                                         | As Duas Guerras de VLADO HERZOG: Da Perseguição Nazista na Europa à Morte Sob Tortura no Brasil                            | Audálio Dantas                          | Editora Civilização Brasileira           |
| Romance                                            | O Mendigo que Sabia de Cor os Adágios de Erasmo de Rotterdam                                                               | Evandro Affonso Ferreira                | Editora Record                           |
| Teoria / Crítica literária                         | A ficção e o poema | Luiz Costa Lima                         | Companhia das Letras                     |
| Projeto gráfico                                    | A louca debaixo do branco                                                                                                  | Edu Hirama                              | Editora Rocco                            |
| Tradução                                           | Ulysses | Caetano Waldrigues Galindo              | Companhia das Letras                     |
| Melhor Tradução de Obra de Ficção Alemão-Português | Retrato da mãe quando jovem                                                                                                | Luis S. Krausz                          | Editora Tordesilhas                      |

## Ver Também
- Prêmio Prometheus
- Os 100 livros Que mais Influenciaram a Humanidade
- Nobel de Literatura